# Меркато Сарачено
Меркато Сарачено (итал. Mercato Saraceno) је насеље у Италији у округу Форли-Чезена, региону Емилија-Ромања.
Према процени из 2011. у насељу је живело 2098 становника. Насеље се налази на надморској висини од 177 м.

## Становништво
| 1951.  | 1961. | 1971. | 1981. | 1991. | 2001. | 2011. |
| ------ | ----- | ----- | ----- | ----- | ----- | ----- |
| 10.275 | 8.028 | 5.755 | 5.874 | 6.051 | 6.185 | 6.997 |